# Pride 1
Pride 1 foi o primeiro evento de artes marciais mistas promovido pelo KRS-Pride (depois renomeado Pride Fighting Championships). Ele aconteceu no Tokyo Dome em Tóquio, Japão em 11 de outubro de 1997 e atraiu o público de 47,860 espectadores.
Em adicional às lutas de MMA, o evento também contou com uma luta de kickboxing entre o Campeão do Grand Prix do K-1 Branko Cikatić e Ralph White. Os comentários em Inglês foram feitos por Stephen Quadros e Bas Rutten.